# 格雷济约勒弗罗芒塔勒
格雷济约-勒弗罗芒塔勒（法語：Grézieux-le-Fromental，法語發音：[ɡʁezjø lə fʁɔmɑ̃tal]）是法国卢瓦尔省的一个市镇，位于该省中部偏西，属于蒙布里松区。

## 地理
格雷济约-勒弗罗芒塔勒（45°37'4"N, 4°9'10"E）面积10.31 平方千米，位于法国奥弗涅-罗讷-阿尔卑斯大区卢瓦尔省，该省份为法国中南部省份，北起顺时针与索恩-卢瓦尔省、罗讷省、伊泽尔省、阿尔代什省、上盧瓦爾省、多姆山省和阿列省接壤。
与格雷济约-勒弗罗芒塔勒接壤的市镇（或旧市镇、城区）包括：布瓦塞莱蒙特龙、沙兰勒孔塔勒、大洛皮塔勒、普雷雪、萨维尼厄。
格雷济约-勒弗罗芒塔勒的时区为UTC+01:00、UTC+02:00（夏令时）。

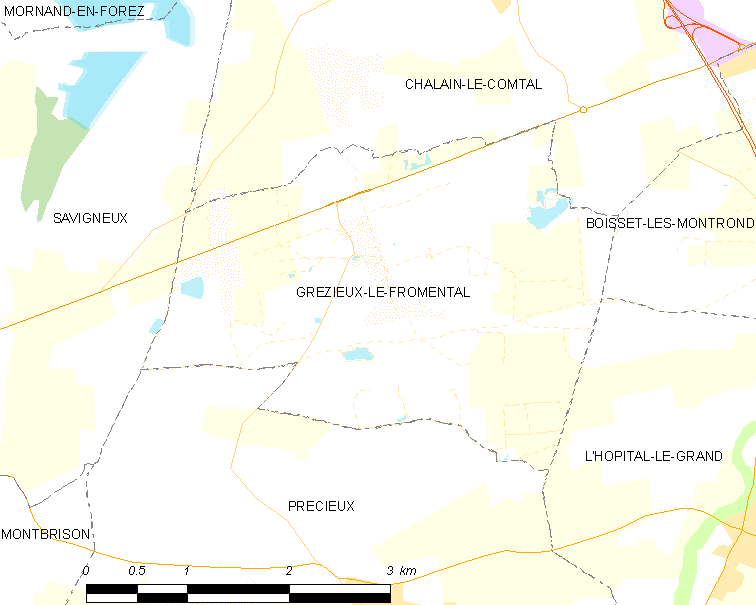
格雷济约-勒弗罗芒塔勒的OSM定位图

## 行政
格雷济约-勒弗罗芒塔勒的邮政编码为42600，INSEE市镇编码为42105。

## 政治
格雷济约-勒弗罗芒塔勒所属的省级选区为蒙布里松县。

## 交通
卢瓦尔省省道D107线和D496线在格雷济约-勒弗罗芒塔勒境内交汇。

## 人口
格雷济约-勒弗罗芒塔勒于2022年1月1日时的人口数量为253人。

1962-2008年间格雷济约-勒弗罗芒塔勒人口变化图示